# Шумен
Шумен (старински Шумла, тур. Şumnu) је десети по величини град у Републици Бугарској, у источном делу земље. Град је и седиште истоимене Шуменске области.

## Географија
Град Шумен се налази у источном делу Бугарске. Од престонице Софије град је удаљен око 400 km североисточно. Са друге стране Шумен је на 80 km од Црног мора и града Варне. Шумен се сместио на Шуменској висији на близу 200 m надморске висине, која раздваја Влашку низију и црноморско приморје. Предео око града је валовит и брежуљкаст, а јужно од града он прелази у брда и планине ланца Балкана.
Клима у граду је континентална.

## Историја
Околина града Шумена веома је важна за историју Бугарске, пошто се у непосредној близини налазе средњовековни локалитети Плиска и Преслав, прва средишта бугарске државе. Шумен се као насеље први пут помиње 811. године, а у 10. веку представљао је једно од управних и културних средишта бугарске државе. 1388. године град је пао под власт Османлија, да би под њима у 16. веку био важно трговиште са бројним муслиманским становништвом у граду и околини. Тада је изграђена велика градска тврђава. Током овог времена у граду и околини населило се много турског живља, које је и данас бројно.
1878. године град је постао део савремене бугарске државе. После овога град доживљава опадање и исељавање бројног турског становништва. Пописано је 1894. године у месту "Шумли" 22.517 становника.

## Срби у Шумену
У бугарском граду Шумену у средњем веку а и касније, била је једна од дубровачких трговачких колонија. Дубровчанин Гундулић је 1575. године редом прелазио са колоније у колонију; смером - Рушчук, Силистрија, Провадија, Варна, Шумен, Пазарџик и Једрене. Дубровчани су имали своје поузданике људе дуж трговачког пута до Цариграда, нарочито по колинијама, и то су по правилу били "једноплемени " Срби. Током 17. века у "Шумли" је било 27 Дубровчана, Срба католика и неколико покрштених Бугара. Отуда се може једним делом објаснити присуство Срба, усред бугарског националног корпуса. Такође у те крајеве пристизали су што прогнаници у турско време, што избеглице ратних године.
Бугарин Кајданов је 1836. године објавио историјску књигу, чији су читаоци били и очигледно Срби из Шумена: Харалампије Ивановић, Кирко Хаџи Николајевић и Иван Симеоновић - сва тројица су се у Галацу записали. А у Ибраилу граду, такође писали су се други Срби из Шумена: Велико (Вељко!) Хараламповић, Станко Добровић, Руси Атанасовић, Марин Јанчов Ђулгеровић, Стојчо Стефановић, Стојан Танасовић и Иванчо Николајевић. Давидовићеву књигу о историји Срба, набавио је бавећи се у Браили, Нанчо Поповић из Шумена.
Шуменска општина је расписала конкурс са роком до 2. августа 1856. године. Тражена је једна "учитељка" са знањем српског и немачког језика (или француског) са знањем ручних радова у Шуменској полугимназији, са платом 600 ф. и путним трошком. Новосадски српски лист је на својим странама писао о испитима годишњим (фебруарским) у тамошњој школи (гимназији) 1857. године. У тој тазе отвореној гимназији учило се неколико језика, с тим да је бугарски главни. Полагао се тако "Славјански језик са бугарским", а реч је у ствари о српском језику. У огласу за пријем једног професора катедре за језике, помиње се и славеносрбски. Позивани су Срби књижевници и научници да конкуришу, преко Кличијана Пенчевића у Рушчуку. У Шумену је тих година (од јесени 1856) дошла Српкиња извесна Александра, учитељица из Новог Сада да предаје у тамошњој школи, на основу конкурса објављеног у српским новинама. Директор школе у Шумену и Рушчуку био је средином 19. века Србин, Милан Давид Рашић вредан писац и преводилац. Тако су Рашићеву књигу објављену у Бечу 1852. године, купили многи Срби у Бугарској, па они из Шумена. Пренумеранти те српске књиге били су у Шумену: Браћа Стојановић великокупци, Андоваћи Савић за свог брата, Гинчо Марковић учитељ, Мато Цофов трговац (четири примерка), Сава Дробоплодниј (или Доброплодниј?) учитељ и Јован Монастирскиј учитељ.

## Становништво
По проценама из 2006. године град Шумен имао 103.016 становника. Већина градског становништва су етнички Бугари. Остатак су Турци и Роми. Последњих 20ак година град губи становништво због удаљености од главних токова развоја у земљи. Оживљавање привреде требало би зауставити негативни демографски тренд.
Претежна вероисповест становништва је православна — око 70%, а остатак махом исламска.

## Привреда
У Шумену је развијена метална (пољопривредне машине, камиони), прехрамбена и дрвна индустрија и прерада дувана. Међутим, град је у оквирима државе најпознатији по пиварској индустрији — Шуменско пиво.

## Градске знаменитости
У Шумену се налази Томбул џамија из 18. века, највећа џамија у Бугарској. Ту је и добро очувана тврђава из османског раздобља. Град поседује и веома леп археолошки музеј.

## Партнерски градови
- Дебрецин
- Џенгџоу
- Макон
- Адапазари
- Херсон
- Подољск
- Тулча